# Ligota Wielka (powiat kędzierzyńsko-kozielski)
Ligota Wielka (niem. Gross Ellguth)– wieś w Polsce, położona w województwie opolskim, w powiecie kędzierzyńsko-kozielskim, w gminie Pawłowiczki. Wieś należy do sołectwa Karchów-Ligota Wielka. W roku 2011 we wsi Ligota Wielka liczba mieszkańców wynosiła 111.
W latach 1975–1998 miejscowość należała administracyjnie do województwa opolskiego.

## Nazwa
W alfabetycznym spisie miejscowości na terenie Śląska wydanym w 1830 roku we Wrocławiu przez Johanna Knie wieś występuje pod polską nazwą Wielka Ligota oraz nazwą zgermanizowaną Ellguth Gross.

## Historia
Od końca XVIII w. do 1933 r. wieś posiadała własną pieczęć gminną, na wizerunki której widniał Agnus Dei – baranek z aureolą niosący proporzec, skierowany w prawą stronę

## Integralne części wsi
| SIMC    | Nazwa           | Rodzaj     |
| ------- | --------------- | ---------- |
| 0501676 | Kolonia Karchów | przysiółek |